# Grand Prix 2
Grand Prix 2 (w Stanach Zjednoczonych Grand Prix II) – symulator wyścigów Formuły 1, wydany w 1996 roku przez MicroProse. Twórcy gry wykupili licencję FIA na wszystkie zespoły, kierowców, samochody, tory i rekordy sezonu 1994 Formuły 1. Samochody występujące w grze nie miały reklam wyrobów tytoniowych, które były zastąpione rzeczywistymi malowaniami podczas wyścigów sezonu 1994, gdzie reklamowanie tytoniu było ówcześnie zabronione (np. Grand Prix Francji), np. na samochodach Williams zamiast reklamy Rothmans występuje napis Racing itd.
Gra miała tekstury 3D i grafikę SVGA oraz silnik wiernie oddający realizm. Szybko powstała społeczność skupiona wokół gry, która istnieje do dzisiaj.

## Rozgrywka
Gra jest symulacją sezonu 1994 Formuły 1, co oznacza, że zawiera m.in. wszystkie eliminacje tamtego sezonu, a także 28 kierowców w 14 zespołach, spośród których gracz może wybrać kierowcę, którym chce się ścigać; możliwa jest zmiana nazw zespołów, silników oraz nazwisk kierowców. Chociaż w rzeczywistości zestawienia kierowców w sezonie 1994 często się zmieniały, w grze skład kierowców jest stały i oparty na zestawieniu kierowców z Grand Prix Wielkiej Brytanii oraz Niemiec. Oznacza to, że w grze nie występują między innymi Ayrton Senna oraz Roland Ratzenberger, którzy zginęli podczas Grand Prix San Marino. Gra obejmuje wszystkie części weekendu Formuły 1 sezonu 1994: dwie sesje treningowe, dwie sesje kwalifikacyjne, rozgrzewkę i wyścig. Posiada także tryb mistrzostw, który jest symulacją całego sezonu.
W grze nie ma trybu stricte "zręcznościowego", chociaż można włączyć różne "pomoce": na wszystkich (pięciu) poziomach trudności są to automatyczna skrzynia biegów i kontrola trakcji (które były zabronione w sezonie 1994), a na niższych również takie, jak niezniszczalność czy automatyczne hamowanie. Łącznie jest siedem rodzajów "pomocy".
Występuje również opcja "Quickrace", polegająca na przejechaniu niewielkiej części wyścigu (domyślnie 5% dystansu); gracz może wybrać sobie wówczas pozycję startową.
W grze występuje wiele różnego rodzaju kamer (w tym kamery ze środka samochodu). Innowacją było wprowadzenie "reżysera transmisji", który polegał na tym, że podczas wyścigu były pokazywane najciekawsze momenty, jak to ma miejsce podczas rzeczywistych transmisji (np. awaria, wypadek, manewr wyprzedzania, w przypadku braku ciekawszych wydarzeń na ogół był pokazywany kierowca zajmujący co najmniej trzecie miejsce). Funkcja "reżysera transmisji" jest o tyle uzasadniona, że gracz mógł nie wybierać żadnego kierowcy, a tylko oglądać wyścig (Viewing only).
W grze istnieje możliwość szczegółowego ustawienia samochodu, np. balansu hamulców, ustawienia przełożeń skrzyni biegów, nachyleń spojlerów, wysokości zawieszenia itd. Podczas treningów i kwalifikacji można zobaczyć poziom zużycia opon i starcia się drewnianej deski pod podwoziem, a także wygenerować wykresy, pokazujące użycie biegów, przepustnicy, prędkość, obroty itd. w różnych sekcjach toru.
W Grand Prix 2 istnieje opcja gry wieloosobowej, choć nie jest to tradycyjny w tego typu grach układ split screen. W Grand Prix 2 podczas wyścigu kierowcy zmieniają się co określoną liczbę kolejek (turns): gdy jeden gracz się ściga, samochody pozostałych są sterowane przez komputer, a po określonym czasie następuje zamiana.
Podczas rozgrywki można włączyć powtórki oraz zapisać stan gry. Powtórki obejmują mniej więcej ostatnie 30 sekund wyścigu, i można je zapisać; nie istnieje możliwość ich edycji. Występuje także funkcja Hot lap, pozwalająca na zapisanie powtórki przebiegu określonego okrążenia. Stan gry można zapisać w dowolnym momencie.
W grze samochód może się zniszczyć (na skutek wypadku), ale również zepsuć; mogą wystąpić różne rodzaje awarii. Grand Prix 2 to pierwsza gra, w której uszkodzenia samochodu były widoczne: wskutek uszkodzenia silnika bądź wycieków cieczy chłodzącej lub oleju samochód się pali, wskutek złapania "gumy" opona się "kiwa" itd. Niektóre uszkodzenia mają wpływ na jazdę (np. złapanie "gumy"), ale można je naprawić w boksach.
W grze nie występował deszcz. W zastępstwie kar stosowanych w Formule 1 (np. stop & go) istniał system czarnej flagi – gdy gracz przeciął szykanę, samochód nagle zwalniał na określony czas.

## Rozwój
Grand Prix 2 jest następcą gry Formula One Grand Prix z 1992 roku.
Jest to pierwszy poważny symulator wyścigów, w którym samochód mógł wzbić się w powietrze. Wprawdzie gry takie jak Stunts czy Stunt Driver oferowały taką możliwość, ale nie były symulacjami. W Grand Prix 2 samochód jednak nie mógł wylądować do góry kołami – pierwszą grą, w której było to możliwe, była Monster Truck Madness.
Gra obejmuje teksturowanie samochodu w modelu 3D, dzięki czemu można obejrzeć malowanie pojazdu. Jeśli chodzi o symulacje wyścigów, to funkcja ta po raz pierwszy pojawiła się w IndyCar Racing z 1993 roku.
W grze istnieje wiele funkcji, które spowodowały pozytywny jej odbiór:
- zaawansowany silnik grafiki SVGA – wizualizacje stosowane w grze były prawie niespotykane w tamtym czasie;
- AI i realizm – mówiono, że Grand Prix 2 zawiera zarówno elementy zręcznościowe, jak i symulacyjne. Podobne w tym względzie były inne gry o tematyce Formuły 1, np. Power F1, która jednak była traktowana jako gra gorsza[3]. Kierowcy komputerowi byli szybcy i konkurencyjni, chociaż nie stosowali unikalnych ataków bądź blokowań (zostało to zastosowane w Grand Prix 3);
- bardzo dokładne tory – tory były oddane z wielką wiernością, i w czasie wydania gry określano je jako "fotorealistyczne"[3].